# Eerlijk delen
Eerlijk delen, ook halve substitutie genoemd, is in de analytische meetkunde een methode waarmee de vergelijking van een raaklijn aan een kegelsnede direct uit de vergelijking van die kromme kan worden afgeleid.
Als in een cartesisch coördinatenstelsel een dergelijke kromme met de algemene vergelijking is gegeven:
{\displaystyle C\equiv ax^{2}+bxy+cy^{2}+dx+ey+f=0}
en op die kromme ligt het punt {\displaystyle P=(p,q)}, dan bestaat eerlijk delen uit het toepassen van, waar mogelijk, de volgende substituties in de vergelijking van de kromme:
- {\displaystyle x^{2}=x\cdot x\to p\cdot x}
- {\displaystyle y^{2}=y\cdot y\to q\cdot y}
- {\displaystyle xy={\tfrac {1}{2}}(xy+xy)\to {\tfrac {1}{2}}(p\cdot y+x\cdot q)}
- {\displaystyle x={\tfrac {1}{2}}(x+x)\to {\tfrac {1}{2}}(x+p)}
- {\displaystyle y={\tfrac {1}{2}}(y+y)\to {\tfrac {1}{2}}(y+q)}

De getallen {\displaystyle p} en {\displaystyle q} worden hierbij dus eerlijk verdeeld over de variabelen {\displaystyle x} en {\displaystyle y}: de helft van de {\displaystyle x}-en wordt vervangen door {\displaystyle p} en de helft van de {\displaystyle y}-en wordt vervangen door {\displaystyle q}.
Toepassing van bovenstaande substitutieregels op de vergelijking {\displaystyle C=0} geeft:
{\displaystyle apx+{\tfrac {1}{2}}b(py+qx)+cqy+{\tfrac {1}{2}}d(x+p)+{\tfrac {1}{2}}e(y+q)+f=0}
of, na ordening:
{\displaystyle L\equiv (ap+{\tfrac {1}{2}}bq+{\tfrac {1}{2}}d)x+(cq+{\tfrac {1}{2}}bp+{\tfrac {1}{2}}e)y+({\tfrac {1}{2}}dp+{\tfrac {1}{2}}eq+f)=0}
De vergelijking {\displaystyle L=0} is een vergelijking van een lijn. Als het punt {\displaystyle P} op de kromme ligt, gaat die lijn door dat punt. Immers, als de coördinaten van {\displaystyle P} voldoen aan de vergelijking {\displaystyle C=0}, dan voldoen ze ook aan de vergelijking {\displaystyle L=0}.
De richtingscoëfficiënt {\displaystyle r} van deze lijn is:
{\displaystyle r=-{\frac {ap+{\tfrac {1}{2}}bq+{\tfrac {1}{2}}d}{cq+{\tfrac {1}{2}}bp+{\tfrac {1}{2}}e}}=-{\frac {2ap+bq+d}{2cq+bp+e}}}
De zo bepaalde lijn is de raaklijn aan de kromme in het punt {\displaystyle P}.
Uit de algemene vergelijking {\displaystyle C=0} van de kromme volgt door impliciet differentiëren:
{\displaystyle 2ax+by+bx{\frac {\mathrm {d} y}{\mathrm {d} x}}+2cy{\frac {\mathrm {d} y}{\mathrm {d} x}}+d+e{\frac {\mathrm {d} y}{\mathrm {d} x}}=0}
Ordening geeft:
{\displaystyle (bx+2cy+e){\frac {\mathrm {d} y}{\mathrm {d} x}}=-(2ax+by+d)}
zodat:
{\displaystyle {\frac {\mathrm {d} y}{\mathrm {d} x}}=-{\frac {2ax+by+d}{bx+2cy+e}}}
De waarde {\displaystyle D_{P}} van de afgeleide in het punt {\displaystyle P=(p,q)} van de kromme is dan:
{\displaystyle D_{P}=\left({\frac {\mathrm {d} y}{\mathrm {d} x}}\right){\Bigg |}_{(x,y)=(p,q)}=-{\frac {2ap+bq+d}{bp+2cq+e}}}

## Voorbeelden

### Cirkel
{\displaystyle C\equiv x^{2}+y^{2}-25=0} en {\displaystyle P=(3,4)}, zodat {\displaystyle p=3,q=4}
Eerlijk delen levert als vergelijking voor de raaklijn {\displaystyle L}:
{\displaystyle L\equiv 3x+4y-25=0}
Snijpunten met de cirkel:
{\displaystyle 4y=25-3x}
{\displaystyle 16x^{2}+(25-3x)^{2}-400=0}
{\displaystyle x^{2}-6x+9=0}
dus is {\displaystyle x=3,\ y=4} het enige gemeenschappelijke punt.

### Parabool
{\displaystyle C\equiv y^{2}-2rx=0} en {\displaystyle P=(x_{0},y_{0})}
Dan is:
{\displaystyle y\cdot y-rx-rx=0}
Dus:
{\displaystyle L\equiv y_{0}y-rx-rx_{0}=0}
Deze vergelijking wordt meestal geschreven als {\displaystyle y_{0}y=r(x+x_{0})}.

### Hyperbool

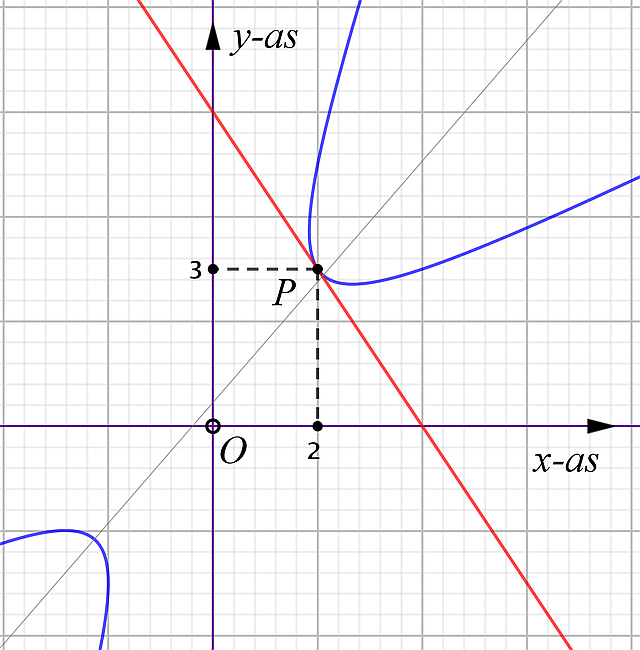
Raaklijn aan de hyperbool in het punt

{\displaystyle C\equiv 3x^{2}-7xy+2y^{2}+3x-2y+12=0} en {\displaystyle P=(2,3)}
Zodat:
{\displaystyle 3x\cdot x-{\tfrac {7}{2}}(xy+xy)+2y\cdot y+{\tfrac {3}{2}}(x+x)-(y+y)+12=0}
De vergelijking van de raaklijn in het punt {\displaystyle P} aan de hyperbool is dan:
{\displaystyle 6x-{\tfrac {7}{2}}(2y+3x)+6y+{\tfrac {3}{2}}(x+2)-(y+3)+12=0}
of ook:
{\displaystyle -3x-2y+12=0} of: {\displaystyle 3x+2y=12}

## Algemeen

### Cirkel
Is de vergelijking of middelpuntsvergelijking van een cirkel met middelpunt {\displaystyle M=(a,b)}:
{\displaystyle {{(x-a)}^{2}}+{{(y-b)}^{2}}={{r}^{2}}}
dan is deze vergelijking te schrijven als:
{\displaystyle {{x}^{2}}+{{y}^{2}}-2ax-2by+{{a}^{2}}+{{b}^{2}}-{{r}^{2}}=0}
De vergelijking van de raaklijn in het punt {\displaystyle P=(p,q)} van de cirkel is dan met eerlijk delen:
{\displaystyle px+qy-a(x+p)-b(y+q)+{{a}^{2}}+{{b}^{2}}-{{r}^{2}}=0}
of, na ordening:
{\displaystyle (p-a)(x-a)+(q-b)(y-b)={{r}^{2}}}
Wordt de vergelijking van de cirkel geschreven als:
{\displaystyle (x-a)(x-a)+(y-b)(y-b)={{r}^{2}}}
dan blijkt dat ook deze schrijfwijze zich leent voor eerlijk delen.
Dit is ook van toepassing op de middelpuntsvergelijking van een ellips en van een hyperbool.

### Parabool
De vergelijking van een parabool met de top in het punt {\displaystyle T=(a,b)} is:
{\displaystyle {{(y-b)}^{2}}=2r(x-a)} of ook: {\displaystyle (y-b)(y-b)=r(x+x-2a)}
Uitgewerkt en op 0 herleid:
{\displaystyle {{y}^{2}}-2by-2rx+{{b}^{2}}+2ra=0}
De vergelijking van de raaklijn in het punt {\displaystyle P=(p,q)} van de parabool is dan met eerlijk delen:
{\displaystyle qy-b(y+q)-r(x+p)+{{b}^{2}}+2ra=0}
of:
{\displaystyle (q-b)(y-b)=r(x+p-2a)}
Waaruit blijkt dat ook bij de topvergelijking van de parabool de methode van eerlijk delen kan worden toegepast.

## Poollijn
Als het punt {\displaystyle P} niet op de kegelsnede ligt met algemene vergelijking {\displaystyle C=0}, dan wordt de lijn met vergelijking {\displaystyle L=0} de poollijn genoemd van {\displaystyle P} bij die kegelsnede.
Uit de theorie van de poolverwantschap bij kegelsneden volgt dat eerlijk delen om daarmee de vergelijking van een poollijn te bepalen bij alle typen reële kegelsneden kan worden toegepast.

## Pooltheorie
Ondergenoemde auteurs presenteren de pooltheorie als een bijzondere eigenschap van kegelsneden. De poollijn wordt namelijk aan de hand van het raaklijnbegrip beschreven, waarmee de indruk wordt gewekt dat de pooltheorie op de differentiaalrekening is gebaseerd. Zo is het in de geschiedenis niet gegaan en is het in de wiskunde niet het geval. De raaklijn van een kegelsnede is immers een speciaal geval van een poollijn. Zonder gebruik van differentiaalrekening leidde Joseph Gergonne de pooltheorie af uit meetkundige dualiteit en introduceerde de pool en poollijn.